# Chemin de fer de la Jungfrau

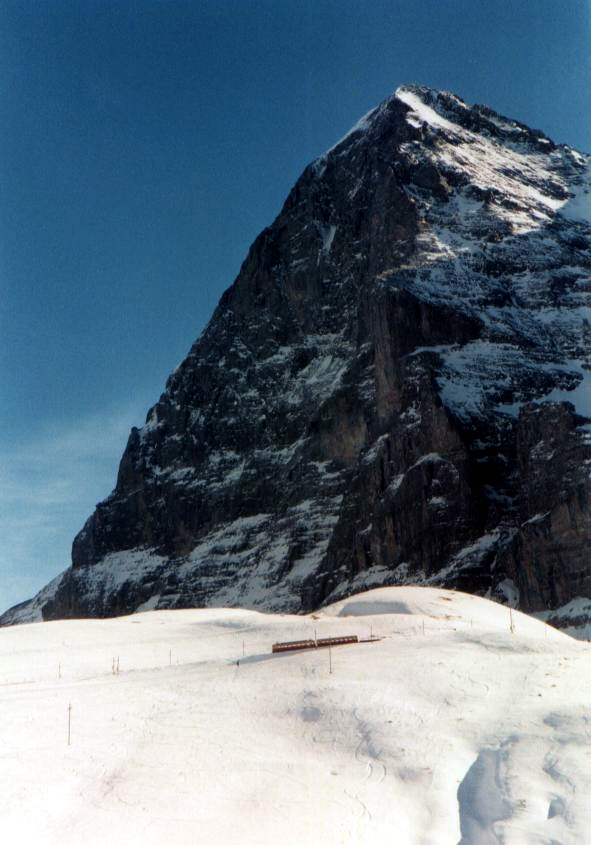
Sur la partie à l'air libre

Action du Jungfraubahn-Gesellschaft en date du 17 Décembre 1898, blanc-seing

Le Chemin de fer de la Jungfrau (allemand : Jungfraubahn, /ˈjʊŋfʁaʊ̯ˌbaːn/, ? Écouter [Fiche])) est une ligne de chemin de fer suisse reliant les gares de Kleine Scheidegg et du Jungfraujoch, il traverse en tunnel l'Eiger et le Mönch pour s'arrêter au Jungfraujoch, un col entre le Mönch et la Jungfrau. Située à 3 454 mètres d'altitude, la station de chemin de fer du Jungfraujoch est la plus haute d'Europe.
En 2009, les recettes de transport se sont élevées à 102 millions CHF, en baisse de 1,1 % par rapport à l'exercice record 2008.
Le chemin de fer de la Jungfrau tire son nom du plus haut des trois sommets qui le surplombent : la Jungfrau (4 158 mètres). Le projet d'un ascenseur reliant le sommet de la Jungfrau par un chemin de fer souterrain était initialement prévu. En 1912, le projet s'est finalement terminé au Jungfraujoch, le plateau entre le Mönch et la Jungfrau.
Il s'agissait de l'un des chemins de fer les plus élevés du monde au moment de son inauguration.

## Parcours

Logo.

- km 0 : Kleine Scheidegg, 2 061 m, à l'air libre.
- km 2 : Eigergletscher (glacier de l'Eiger), 2 320 m, en tunnel à travers l'Eiger (en direction de l'est).
- km 4,34 : Eigerwand (paroi de l'Eiger), 2 864 m. Vue en direction du nord sur Grindelwald, en tunnel à travers l'Eiger (demi-tour et passe de l'autre côté de la montagne).
- km 5,70 : Eismeer (mer de Glace), 3 158 m. Vue en direction de l'est, au-dessus du glacier inférieur de Grindelwald, en tunnel à travers le Mönch (en direction de l'ouest).
- km 9,30 : Jungfraujoch, 3 454 m, la gare n'est pas à l'emplacement prévu à l'origine, le tracé a été modifié de façon à s'approcher au plus près de la Jungfrau.

## Histoire
- 1870 : premier projet de Friedrich Seiler, hôtelier et conseiller national, projet utilisant la compression d'air
- 1889 : projet de Maurice Koechlin, ingénieur chez Gustave Eiffel, pour plusieurs chemins de fer ou funiculaires
- 1889 : projet de Alexandre Trautweiler, pour un groupe de 4 funiculaires propulsés à l'air comprimé.
- 1890 : projet de Edouard Locher, constructeur du chemin de fer du Pilate, pour une capsule qui serait propulsée en 15 minutes dans 2 tubes à l'aide d'air comprimé comme pour la poste pneumatique.
- 1891 : projet de Koechlin/Locher, obtient l'autorisation mais n'est pas construit
- 1892 : une concession est accordée pour un chemin de fer de l'Eiger, mais le projet n'est pas exécuté
- 1892 : le 10 août, le chemin de fer Lauterbrunnen-Wengen-Kleine Scheidegg-Grindenwald est mis en service jusqu'à la Kleine Scheidegg.
- 1893 : le 20 juin, la ligne de la Wengernalp est mise en service (jusqu’à la Petite Scheidegg)
- 1893 : Adolf Guyer-Zeller demande une concession depuis la Kleine Scheidegg
- 1894 : le 21 décembre, la concession est accordée par le Parlement
- 1896 : les premiers coups de pioche sont donnés au cours de l'été
- 1898 : le 19 septembre, mise en service de la partie à l'air libre Kleine Scheidegg - Eigergletscher
- 1899 : le 2 août, mise en service jusqu'à Rotstock. Cette même année, mort de Adolf Guyer-Zeller
- 1903 : le 28 septembre, jusqu'à Eigerwand
- 1905 : le 28 juillet, jusqu'à Eismeer
- 1912 : la ligne atteint le Jungfraujoch le 21 février 1912 et le 1er août, la gare est ouverte. La prolongation jusqu'au sommet de la Jungfrau restera à l'état de projet.

## Caractéristiques
- Longueur : 9,3 km
- Voie métrique à crémaillère
- Traction électrique 1 125 V / 50 Hz
  - (Triphasé), 2 fils de contact aériens : (2 phases) et les rails : (1 phase),
  - sous station électrique, propre au réseau, à Lauterbrunnen,
  - récupération de l'énergie à la descente.
- Déclivité maximum : 25 %
- Vitesse maximum :
  - 24 km/h pour les automotrices, diminuée de moitié sur les déclivités
  - 19 km/h pour les locomotives, diminuée de moitié sur les déclivités
- Passagers : 4 000/jour les jours de pointe
- Matériel : 5 locomotives, 10 rames automotrices, 8 rames automotrices doubles, 10 voitures
- En 1937, l'achat d'un premier chasse-neige et en 1993, une nouvelle turbo-fraise puis en 2011, l'achat d'une locomotive à crémaillère Stadler avec de chaque côté une turbo-fraise à deux éléments de la société Zaugg AG[3]

## Matériel roulant ferroviaire
| Matériel roulant        | Type et numéros  | Nbre | Année de construction | Constructeur(s)                                    | Places assises 2e classe | Remarque(s) | Photo |
| ----------------------- | ---------------- | ---- | --------------------- | -------------------------------------------------- | ------------------------ | ----------- | ----- |
| Automotrices            | BDhe 2/4 201-210 | 10   | 1955-1964             | SLM / BBC                                          | 41                       |             |       |
| Automotrices            | BDhe 4/8 211-218 | 8    | 1992-2002             | 211-214 : SLM / ABB 215-218 : Stadler / Bombardier | 108                      |             |       |
| Locomotives électriques | He 2/2 8-11      | 4    | 1912                  | SLM / BBC                                          | –                        |             |       |
| Voitures-pilotes        | Bt 25-34         | 10   | 1955-1964             | SWS / BBC / JB                                     | 56                       |             |       |

## Galerie de photos

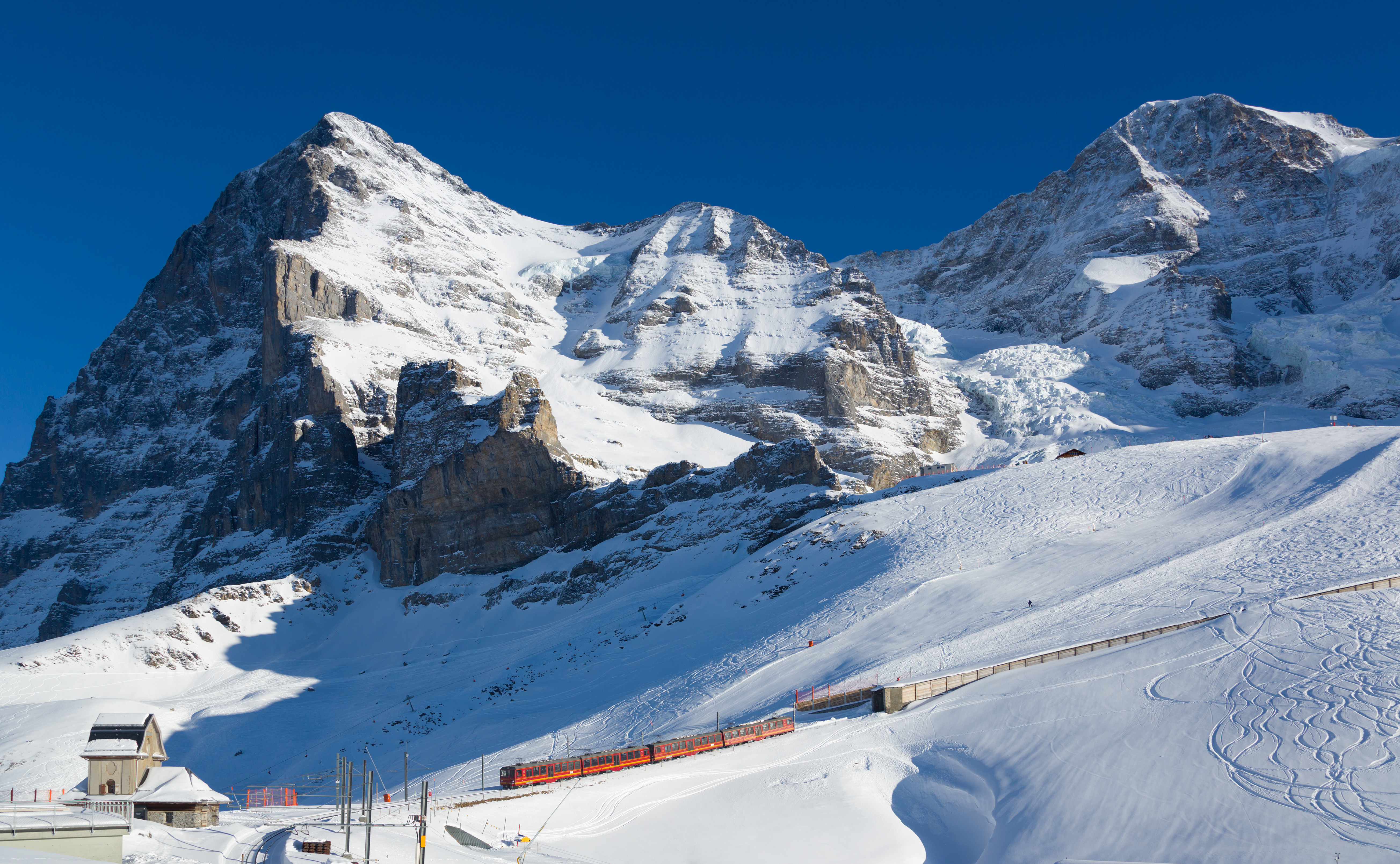
Un train entre la Kleine Scheidegg et Eigergletscher.
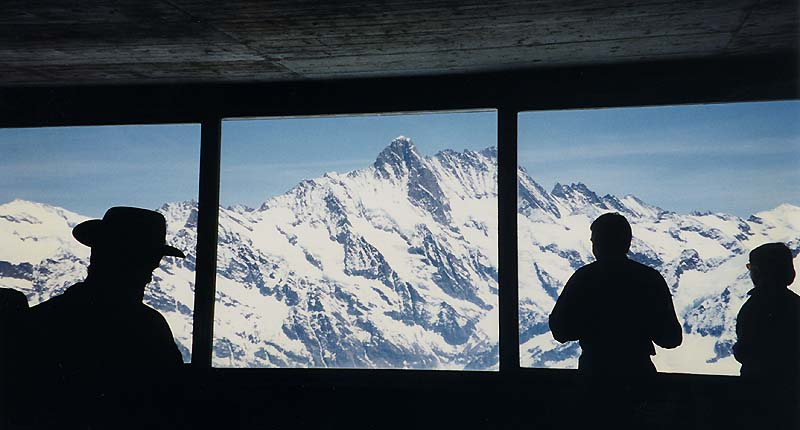
Le Schreckhorn domine la vue depuis la fenêtre à la station Eismeer, une des deux stations du tunnel vers la Jungfraujoch.
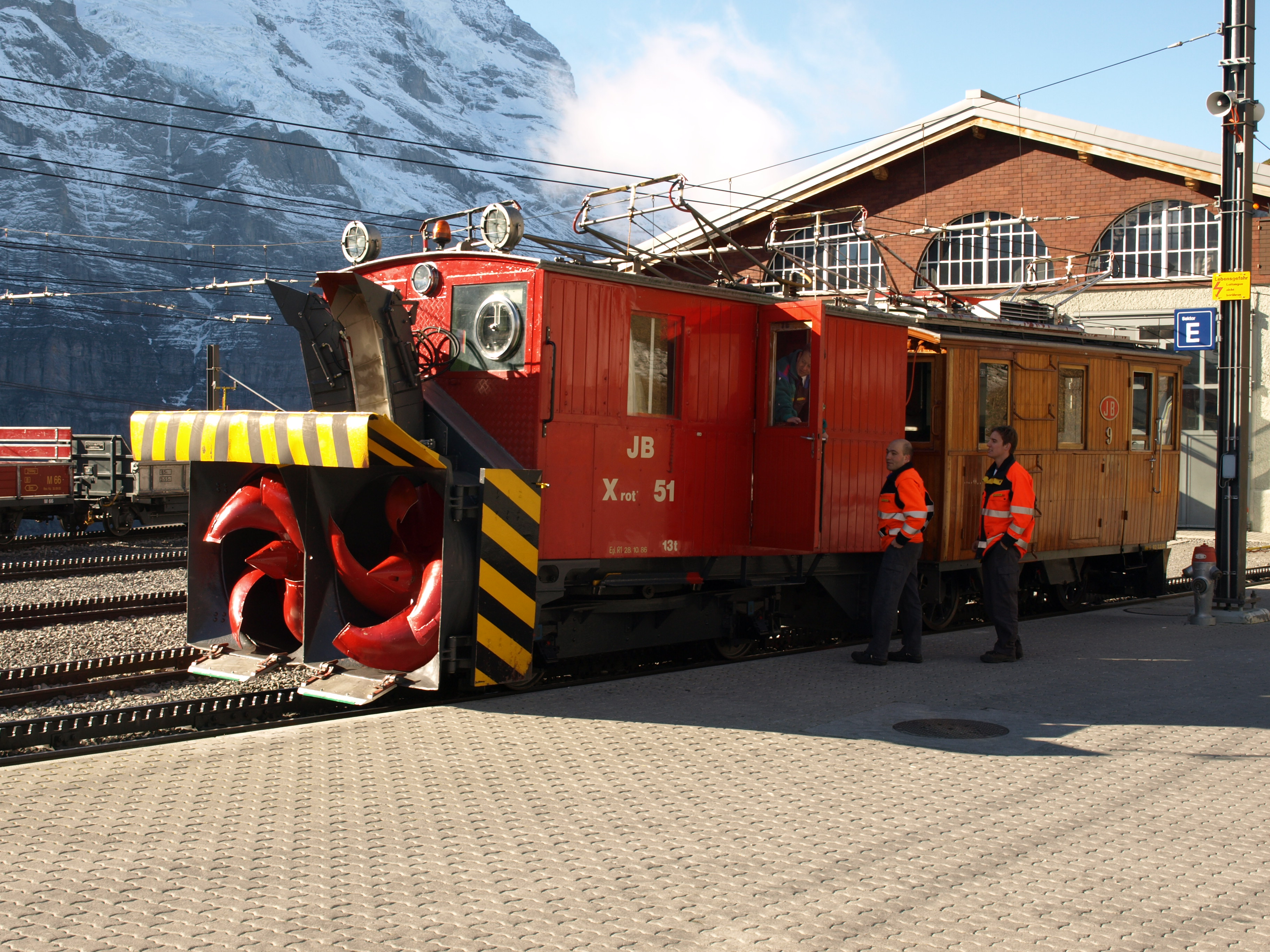
Un chasse-neige à la gare de la Kleine Scheidegg.
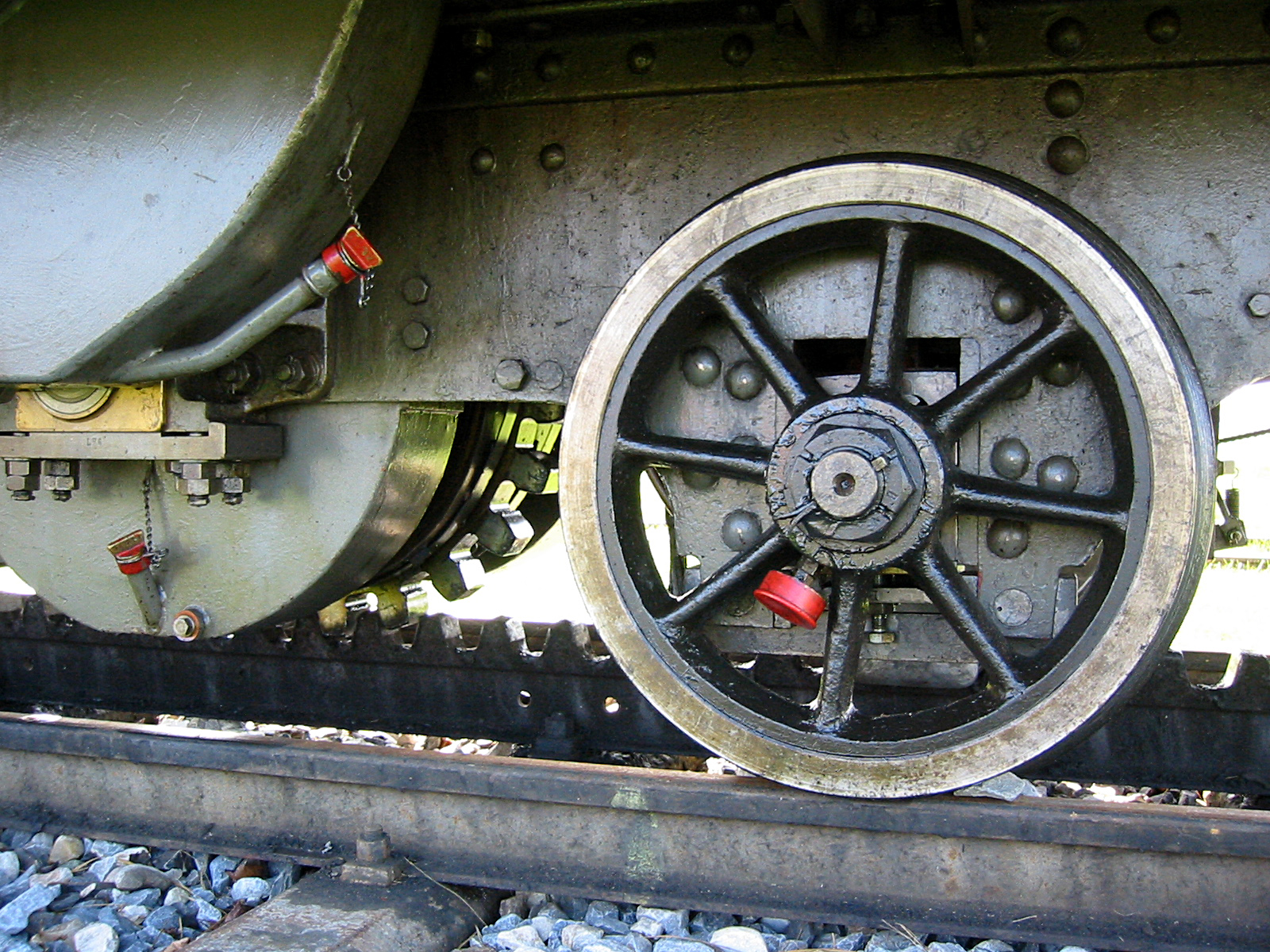
Le système à crémaillère en dessous d'une voiture (locomotive Rowan He 2/2 n° 6).
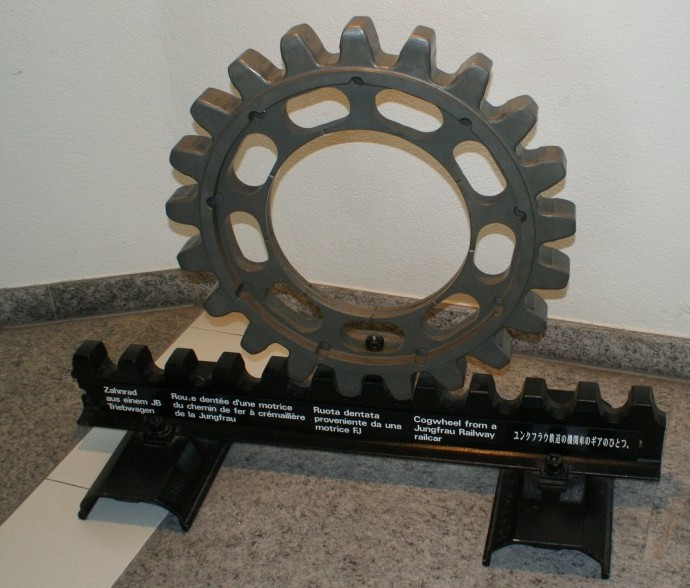
Une "cogwheel" à crémaillère issue d'un wagon du réseau.
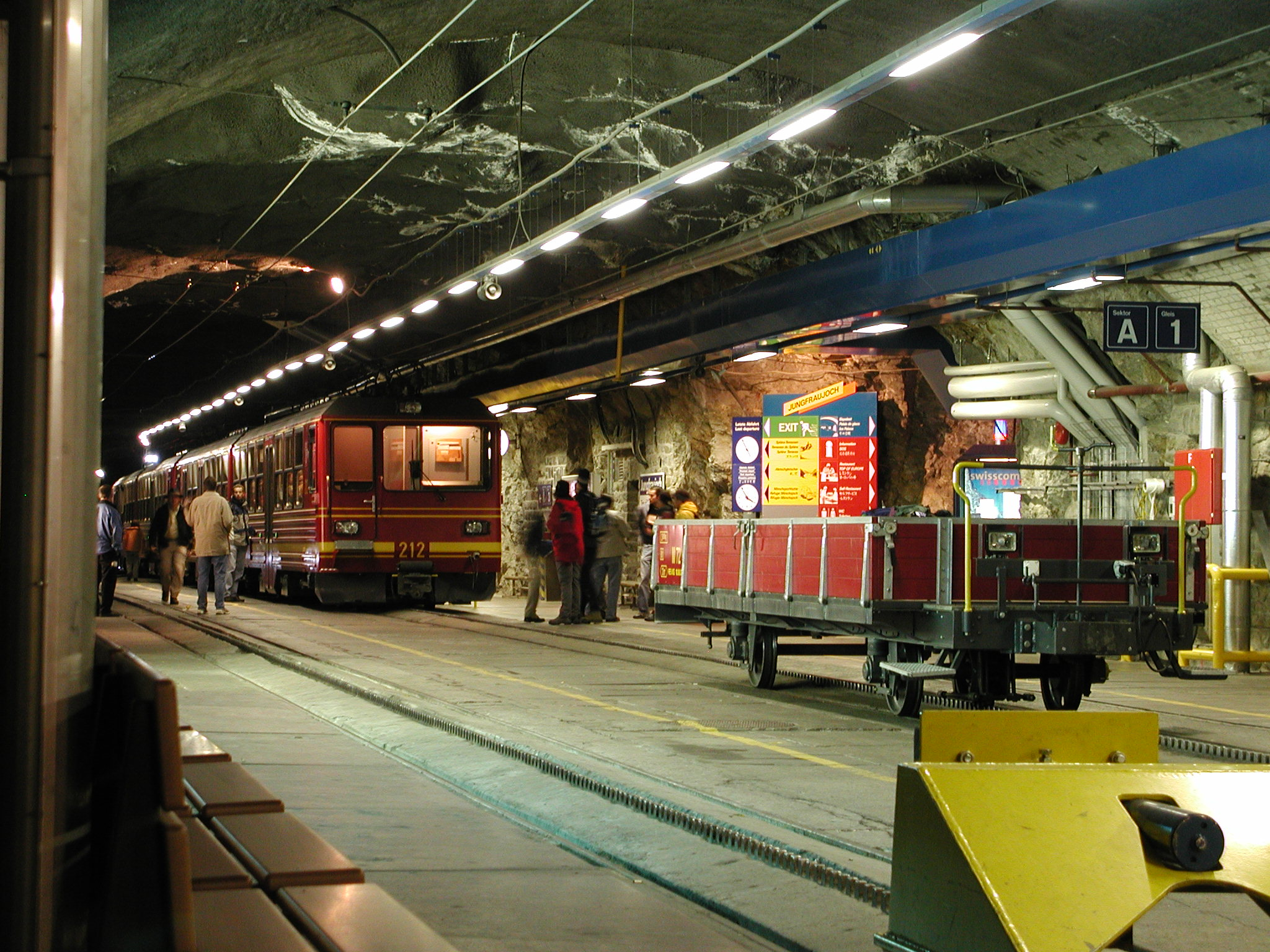
La gare de la Jungfraujoch à 3 454 m d'altitude.

## Sources
- VIA, le magazine des CFF, N.5, 2012